# LDN
"LDN" (internetski žargon za London) drugi je singl skinut s debitantskog albuma Alright, Still britanske kantautorice Lily Allen, a nasljednik je velikog hita "Smile".

## O pjesmi
Pjesma je u originalu objavljena 26. travnja 2006. kao 7" singl u limitiranom izdanju (500 kopija), a kasije ponovno objavljena 25. rujna nakon velikog uspjeha pjesme "Smile", te je u Ujedinjenom Kraljevstvu dosegla broj 6 na top listi. Časopis Roling Stone je pjesmu proglasio 30. najboljom pjesmom u 2007. godini. Pjesma je tipična ska pjesma, a govori o Lilynom životu u Londonu.

## Videospotovi

### Prvi videospot
Prvi spot je niskobudžetni spot snimljen za promoviranje 7" izdanja pjesme, a prikazuje Lily kako se biciklom vozi kroz London te razgovara s ljudima.

### Drugi videospot
Drugi spot je snimljen da više prati tekst pjesme. Video počinje kada se Lily nalazi u trgovini pod imenom "Tough Grade". Razgovara s prodavačem o električnim glazbalima te u pozadini svira njena pjesma "Friend of Mine". Zatim ju na mobitel nazove njen dečko te ona s njime dogovori satanak. Zatim šeće nekom ulicom prema centru grada, a iza nje se sve iz lijepoga pretvara u ružno. Kada napokon dođe, dečko ju nazove i javi joj da ne može doći i najednom sve oko nje postane žalosno.

## Top liste
| Top lista (2006.) | Najviša pozicija |
| ----------------- | ---------------- |
| Irska             | 21               |
| Italija           | 47               |
| Novi Zeland       | 23               |
| Švicarska         | 88               |
| UK                | 6                |
| Toplista (2007.)  | Najviša pozicija |
| Australija        | 39               |
| Belgija           | 2                |